# Andronico IV Paleologo
Andronico IV Paleologo (in greco: Ανδρόνικος Δ' Παλαιολόγος; Costantinopoli, 2 aprile 1348 – Selimbria, 28 giugno 1385) è stato un imperatore bizantino.
Fu basileus dei Romei dal 1376 al 1379.

## Il regno
Nel 1376, dopo aver detronizzato e imprigionato il padre, salì al trono imperiale. Pessimo governante, dalle vedute filo-turche (riconsegnò Gallipoli, riconquistata dai savoiardi nel 1366 nell'ambito della crociata sabauda, agli ottomani, permettendo loro di riprendere le scorribande nei Balcani e in Grecia), dopo un rovinoso triennio di regno fu deposto dai Veneziani che restaurarono nel 1379 il padre Giovanni V Paleologo.

## Famiglia
Fu il padre di Giovanni VII Paleologo, che usurpò il trono di Bisanzio per cinque mesi del 1390.

## Riferimenti nell'intrattenimento
- È un personaggio del romanzo La luce di Orione, di Valerio Evangelisti, appartenente alla saga dell'inquisitore Eymerich.

## Ascendenza
|                         |                     |                    | Genitori                                 |  |  | Nonni |  |  | Bisnonni             |  |  | Trisnonni              |  |
|                         |                     |                    |                                          |  |  |       |  |  | Michele IX Paleologo |  |  | Andronico II Paleologo |  |
|                         |                     |                    |                                          |  |  |       |  |  | Michele IX Paleologo |  |  | Andronico II Paleologo |  |
|                         |                     | Anna d'Ungheria    |                                          |  |  |       |  |  | Michele IX Paleologo |  |  |                        |  |
| Andronico III Paleologo |                     |                    |                                          |  |  |       |  |  | Michele IX Paleologo |  |  |                        |  |
|                         |                     | Rita d'Armenia     | Leone III d'Armenia                      |  |  |       |  |  |                      |  |  |                        |  |
|                         |                     | Rita d'Armenia     | Leone III d'Armenia                      |  |  |       |  |  |                      |  |  |                        |  |
|                         |                     | Rita d'Armenia     | Keran d'Armenia                          |  |  |       |  |  |                      |  |  |                        |  |
| Giovanni V Paleologo    |                     | Rita d'Armenia     |                                          |  |  |       |  |  |                      |  |  |                        |  |
|                         |                     | Amedeo V di Savoia | Tommaso II di Savoia                     |  |  |       |  |  |                      |  |  |                        |  |
|                         |                     | Amedeo V di Savoia | Tommaso II di Savoia                     |  |  |       |  |  |                      |  |  |                        |  |
|                         |                     | Amedeo V di Savoia | Beatrice Fieschi                         |  |  |       |  |  |                      |  |  |                        |  |
| Anna di Savoia          |                     | Amedeo V di Savoia |                                          |  |  |       |  |  |                      |  |  |                        |  |
|                         |                     | Maria di Brabante  | Giovanni di Brabante                     |  |  |       |  |  |                      |  |  |                        |  |
|                         |                     | Maria di Brabante  | Giovanni di Brabante                     |  |  |       |  |  |                      |  |  |                        |  |
|                         |                     | Maria di Brabante  | Margherita di Fiandra                    |  |  |       |  |  |                      |  |  |                        |  |
| Andronico IV Paleologo  |                     | Maria di Brabante  |                                          |  |  |       |  |  |                      |  |  |                        |  |
|                         | Michele Cantacuzeno | …                  |                                          |  |  |       |  |  |                      |  |  |                        |  |
|                         | Michele Cantacuzeno | …                  |                                          |  |  |       |  |  |                      |  |  |                        |  |
|                         | Michele Cantacuzeno | …                  |                                          |  |  |       |  |  |                      |  |  |                        |  |
| Giovanni VI Cantacuzeno | Michele Cantacuzeno |                    |                                          |  |  |       |  |  |                      |  |  |                        |  |
|                         |                     | Angela Cantacuzena | …                                        |  |  |       |  |  |                      |  |  |                        |  |
|                         |                     | Angela Cantacuzena | …                                        |  |  |       |  |  |                      |  |  |                        |  |
|                         |                     | Angela Cantacuzena | …                                        |  |  |       |  |  |                      |  |  |                        |  |
| Elena Cantacuzena       |                     | Angela Cantacuzena |                                          |  |  |       |  |  |                      |  |  |                        |  |
|                         |                     | Andronico Asan     | Ivan Asen III di Bulgaria                |  |  |       |  |  |                      |  |  |                        |  |
|                         |                     | Andronico Asan     | Ivan Asen III di Bulgaria                |  |  |       |  |  |                      |  |  |                        |  |
|                         |                     | Andronico Asan     | Irene Paleologa                          |  |  |       |  |  |                      |  |  |                        |  |
| Irene Asanina           |                     | Andronico Asan     |                                          |  |  |       |  |  |                      |  |  |                        |  |
|                         |                     | Tarchanaiotissa    | Michele Ducas Glabas Tarchaneiotes       |  |  |       |  |  |                      |  |  |                        |  |
|                         |                     | Tarchanaiotissa    | Michele Ducas Glabas Tarchaneiotes       |  |  |       |  |  |                      |  |  |                        |  |
|                         |                     | Tarchanaiotissa    | Maria Ducaina Comnena Paleologa Branaina |  |  |       |  |  |                      |  |  |                        |  |
|                         |                     | Tarchanaiotissa    |                                          |  |  |       |  |  |                      |  |  |                        |  |